# Rocky Johnson
Wayde Douglas Bowles (Amherst, 24 augustus 1944 – Lutz (Florida), 15 januari 2020), beter bekend als "Soulman" Rocky Johnson, was een Canadees professioneel worstelaar. Hij was de vader van professioneel worstelaar en acteur Dwayne "The Rock" Johnson.

## In worstelen
- Finishers en signature moves
  - Dropkick
  - Johnson Shuffle (Three left-handed jabs followed by a right-handed knockout punch)
  - Backbreaker
  - Boston crab

## Erelijst
- Championship Wrestling from Florida
  - NWA Brass Knuckles Championship (1 keer)
  - NWA Florida Heavyweight Championship (2 keer)
  - NWA Florida Tag Team Championship (1 keer met Pedro Morales)
  - NWA Florida Television Championship (1 keer)

- Georgia Championship Wrestling
  - NWA Georgia Heavyweight Championship (1 keer)
  - NWA Georgia Tag Team Championship (1 keer met Jerry Brisco)
  - NWA Macon Tag Team Championship (1 keer met (Danny Little Bear)

- Mid-Atlantic Championship Wrestling
  - NWA Mid-Atlantic Heavyweight Championship (1 keer)
  - NWA Television Championship (1 keer)

- NWA All-Star Wrestling
  - NWA Canadian Tag Team Championship (1 keer met Don Leo Jonathan)

- NWA Big Time Wrestling
  - NWA Brass Knuckles Championship (1 keer)
  - NWA Texas Heavyweight Championship (2 keer)
  - NWA Texas Tag Team Championship (1 keer met Jose Lothario)

- NWA Detroit
  - NWA World Tag Team Championship (1 keer met Ben Justice)

- NWA Hollywood Wrestling
  - NWA Americas Heavyweight Championship (1 keer)
  - NWA Americas Tag Team Championship (1 keer met Earl Maynard)
  - NWA Beat the Champ Television Championship (2 keer)

- NWA Mid-America / Continental Wrestling Association
  - CWA/AWA International Tag Team Championship (1 keer met Bill Dundee)
  - NWA Southern Heavyweight Championship (1 keer)

- NWA San Francisco
  - NWA United States Heavyweight Championship (1 keer)
  - NWA World Tag Team Championship (4 keer; 3x met Pat Patterson en 1x met Pepper Gomez)
  - NWA "Beat the Champ" Television Championship (2 keer)

- Pacific Northwest Wrestling
  - NWA Pacific Northwest Heavyweight Championship (1 keer)
  - NWA Pacific Northwest Tag Team Championship (2 keer; 1x met Brett Sawyer en 1x met Iceman Parsons)

- World Wrestling Federation / World Wrestling Entertainment
  - WWF Tag Team Championship (1 keer met Tony Atlas)
  - WWE Hall of Fame (Class of 2008)